# Johan Kristoffersson
Johan David Kristoffersen (Arvika, Suecia, 6 de diciembre de 1988) es un piloto de automovilismo sueco con raíces danesas que se ha destacado en múltiples disciplinas. Fue campeón de la Superstars Series en 2012, el Campeonato Sueco de Turismos de 2012 y 2018, el Campeonato Mundial de Rallycross de 2017, 2018, 2020 y 2021, y la Extreme E 2021. Es el hijo de Tommy Kristoffersson, expiloto de carreras y propietario del equipo Kristoffersson Motorsport (KMS).

## Biografía

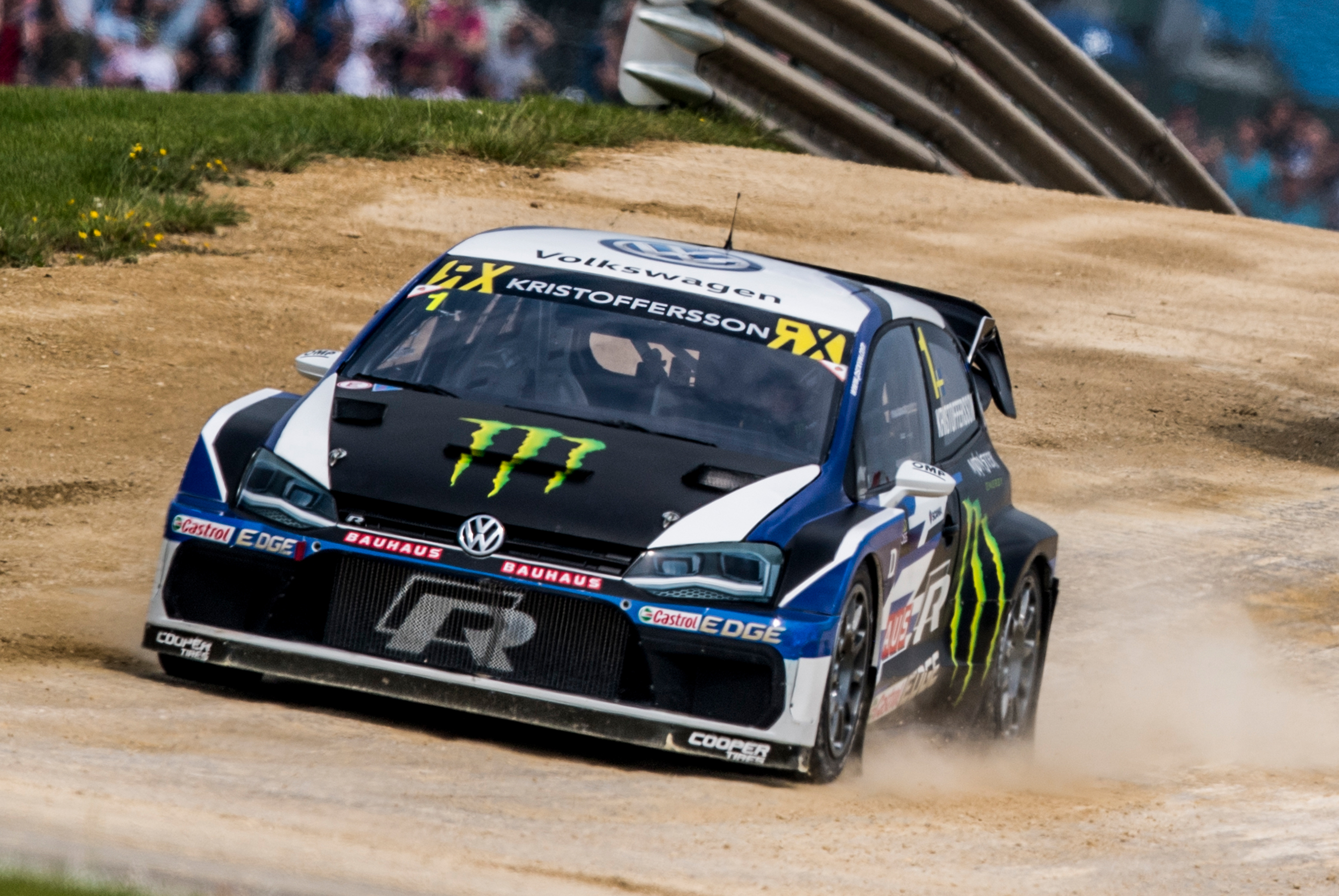
Johan Kristoffersson en el Campeonato Mundial de Rallycross 2018.

Johan Kristoffersson ganó el campeonato de Superstars Series en 2012, el mismo año en el cual ganó el Campeonato Escandinavo de Turismos y el título en la Copa Porsche Carrera Escandinavia.
Kristoffersson ganó nuevamente la Copa Porsche Carrera Escandinavia en 2013 y 2015. En 2016, volvió al Campeonato Escandinavo de Turismos con un SEAT León oficial. Pese a ausentarse en una de las siete fechas, se ubicó tercero en la clasificación general. En 2017 retornó a KMS para disputar cuatro fechas del STCC con un Volkswagen Golf oficial, logrando seis victorias que le bastaron para finalizar cuarto. El piloto se consagró campeón del STCC en 2018, al acumular tres victorias y siete podios.
Por otra parte, Kristoffersson disputó la fecha de Suecia del Campeonato Europeo de Rallycross 2013 con un Volkswagen Scirocco oficial de KMS. En 2014 participó en cuatro fechas del nuevo Campeonato Mundial de Rallycross al volante de un Volkswagen Polo oficial, obteniendo un quinto puesto en Italia.
En 2015 se convirtió en piloto titular del equipo oficial Volkswagen en el Campeonato Mundial de Rallycross. Logró una victoria y cuatro podios, de modo que finalizó tercero en el campeonato. En 2016 logró una victoria y tres podios, resultando subcampeón por detrás de Mattias Ekström. El piloto dominó la temporada 2017 con siete victorias y se consagró campeón mundial. En 2018 logró el bicampeonato de manera aplastante, con once victorias en doce carreras.
El 2019, Kristoffersson pasó a la Copa Mundial de Turismos en uno de los Volkswagen Golf GTI TCR del Sébastien Loeb Racing. Consiguió tres victorias y ocho top5 en 30 carreras, por lo que se ubicaó quinto en la tabla general.
Ante la salida de Volkswagen de la Copa Mundial de Turismos, Kristoffersson volvió al Campeonato Mundial de Rallycross en 2020 con la estructura de su padre, el Kristoffersson Motorsport pero en esta ocasión sin el apoyo de Volkswagen Motorsport. La temporada estuvo marcada por las cancelaciones de rondas debido a la Pandemia de COVID-19, por esa razón la temporada estuvo compuesta por cuatro rondas dobles, Kristoffersson ganó una carrera en cada ronda (Suecia, Finlandia, Letonia y Barcelona), además de subir al podio en todas ellas menos en la segunda carrera de Finlandia. Ante las cancelaciones de las dos rondas simples que debian cerrar el campeonato, Kristoffersson consiguió su tercer título mundial en la especialidad, convirtiéndose en el piloto con más títulos mundiales en la historia del campeonato.
En 2021, Kristoffersson fue elegido como uno de los pilotos del Rosberg X Racing para la temporada inaugural del Extreme E, el campeonato de automóviles todoterreno eléctricos concentrado en concientizar sobre el cambio climático, junto a la australiana Molly Taylor. La primera prueba de la historia del campeonato se desarrolló en un circuito creado en el desierto de Al-Ula, en la clasificación terminaron en el tercer puesto, gracias al cual accedieron a las semifinales, ganando su serie clasificatoria y en la final se impusieron junto a Molly Taylor al Andretti United Extreme E y al Team X44, convirtiéndose en los primeros ganadores de una prueba del Extreme E. En la segunda ronda celebrada en el Lago Rosa, terminaron la clasificación en la segunda posición, clasificando a las semifinales, volviendo a ganar su serie clasificatoria y obteniendo el paso a la final; en una accidentada final se impusieron al Veloce Racing, mientras que los otros dos finalistas, el JBXE y el Team X44, no pudieron terminar la final. En la carrera de Groenlandia avanzó a la final pero arribó a meta en la quinta y última posición. Luego triunfó en Cerdeña y culminó cuarto en el Reino Unido, de modo que se llevó el título.
Además del Extreme E, en 2021, Kristoffersson siguió pilotando en el Campeonato Mundial de Rallycross, pero al volante de un Audi S1 EKS RX Quattro del EKS JC Team, equipo propiedad de uno de sus más grandes rivales, Mattias Ekström. Obtuvo tres victorias y dos terceros puestos, lo que le bastó para hacerse con su cuarta corona.

## Resultados

### Campeonato Sueco de Turismos
(Clave) (negrita indica pole position) (cursiva indica vuelta rápida)
| Año  | Equipo                    | Automóvil           | 1        | 2        | 3        | 4        | 5         | 6         | 7        | 8        | 9        | 10       | 11       | 12       | 13        | 14       | 15        | 16       | 17       | 18       | Pos. | Puntos |
| ---- | ------------------------- | ------------------- | -------- | -------- | -------- | -------- | --------- | --------- | -------- | -------- | -------- | -------- | -------- | -------- | --------- | -------- | --------- | -------- | -------- | -------- | ---- | ------ |
| 2009 | Kristoffersson Motorsport | Audi A4             | MAN 1 10 | MAN 2 12 | KAR 1 12 | KAR 2 13 | GÖT 1 Ret | GÖT 2 DNS | KNU 1 14 | KNU 2 15 | FAL 1 10 | FAL 2 10 | KAR 1 11 | KAR 2 11 | VAL 1 Ret | VAL 2 16 | KNU 1 Ret | KNU 2 10 | MAN 1 12 | MAN 2 10 | 18.º | 0      |
| 2010 | Team Biogas.se            | Volkswagen Scirocco | JYL 1    | JYL 2    | KNU 1    | KNU 2    | KAR 1     | KAR 2     | GÖT 1    | GÖT 2    | FAL 1    | FAL 2    | KAR 1    | KAR 2    | JYL 1 15  | JYL 2 15 | KNU 1 10  | KNU 2 13 | MAN 1 15 | MAN 2 11 | 15.º | 3      |

### Campeonato Escandinavo de Turismos
(Clave) (negrita indica pole position) (cursiva indica vuelta rápida)
| Año  | Equipo                        | Automóvil               | 1       | 2       | 3       | 4         | 5       | 6        | 7       | 8       | 9         | 10        | 11      | 12      | 13        | 14        | 15        | 16      | 17      | 18      | 19    | 20    | 21    | Pos. | Puntos |
| ---- | ----------------------------- | ----------------------- | ------- | ------- | ------- | --------- | ------- | -------- | ------- | ------- | --------- | --------- | ------- | ------- | --------- | --------- | --------- | ------- | ------- | ------- | ----- | ----- | ----- | ---- | ------ |
| 2011 | Biogas.se                     | Volkswagen Scirocco     | JYL 1   | JYL 2   | KNU 1   | KNU 2     | MAN 1   | MAN 2    | GÖT 1   | GÖT 2   | FAL 1 Ret | FAL 2 Ret | KAR 1 4 | KAR 2 7 | JYL 1 4   | JYL 2 4   | KNU 1 5   | KNU 2 3 | MAN 1 3 | MAN 2 9 |       |       |       | 10.º | 84     |
| 2012 | Volkswagen Team Biogas        | Volkswagen Scirocco     | MAN 1   | MAN 2 1 | KNU 1 2 | KNU 2 3   | STU 1 6 | STU 2    | MAN 1   | MAN 2 4 | ÖST 1 2   | ÖST 2 6   | JYL 1 3 | JYL 2 3 | KNU 1 4   | KNU 2 Ret | SOL 1     | SOL 2 1 |         |         |       |       |       | 1.º  | 264    |
| 2016 | PWR Racing - SEAT Dealer Team | SEAT León STCC          | SKÖ 1 4 | SKÖ 2 5 | MAN 1 3 | MAN 2 Ret | AND 1   | AND 2 3  | FAL 1 2 | FAL 2 5 | KAR 1 EX  | KAR 2 EX  | SOL 1   | SOL 2   | KNU 1     | KNU 2 6   |           |         |         |         |       |       |       | 3.º  | 243    |
| 2017 | Volkswagen Dealer Team Sweden | Volkswagen Golf GTI TCR | KNU 1   | KNU 2   | KNU 3   | ALA 1     | ALA 2 1 | ALA 3 1  | SOL 1   | SOL 2 1 | SOL 3 2   | FAL 1 2   | FAL 2 4 | FAL 3 1 | KAR 1 Ret | KAR 2 DNS | KAR 3 DNS | AND 1   | AND 2   | AND 3   | MAN 1 | MAN 2 | MAN 3 | 4.º  | 217    |
| 2018 | Kristoffersson Motorsport     | Volkswagen Golf GTI TCR | KNU 1 4 | KNU 2 3 | AND 1 5 | AND 2 5   | FAL 1 2 | FAL 2 16 | KAR 1 3 | KAR 2 3 | RUD 1     | RUD 2 1   | MAN 1   | MAN 2 5 |           |           |           |         |         |         |       |       |       | 1.º  | 195    |

### International Superstars Series
(Clave) (negrita indica pole position) (cursiva indica vuelta rápida)
| Año  | Equipo         | Automóvil          | 1         | 2         | 3     | 4       | 5       | 6     | 7       | 8       | 9       | 10        | 11      | 12        | 13    | 14      | 15      | 16        | Pos. | Puntos |
| ---- | -------------- | ------------------ | --------- | --------- | ----- | ------- | ------- | ----- | ------- | ------- | ------- | --------- | ------- | --------- | ----- | ------- | ------- | --------- | ---- | ------ |
| 2012 | Audi Sport KMS | Audi RS5           | MNZ 1 5   | MNZ 2 Ret | IMO 1 | IMO 2 1 | DON 1 2 | DON 2 | MUG 1 4 | MUG 2 7 | HUN 1 5 | HUN 2 Ret | SPA 1 2 | SPA 2 Ret | VAL 1 | VAL 2 1 | PER 1 5 | PER 2 Ret | 1.º  | 185    |
| 2013 | Petri Corse    | Porsche Panamera S | MNZ 1 DNS | MNZ 2 DNS | BRN 1 | BRN 2   | SVK 1   | SVK 2 | ZOL 1   | ZOL 2   | ALG 1   | ALG 2     | DON 1   | DON 2     | IMO 1 | IMO 2   | VAL 1   | VAL 2     | NC   | 0      |

### Campeonato Mundial de Rally

#### WRC
| Año  | Equipo                        | Automóvil         | 1   | 2      | 3   | 4   | 5   | 6   | 7   | 8   | 9      | 10    | 11  | 12  | 13  | 14    | Pos. | Puntos |
| ---- | ----------------------------- | ----------------- | --- | ------ | --- | --- | --- | --- | --- | --- | ------ | ----- | --- | --- | --- | ----- | ---- | ------ |
| 2016 | Johan Kristoffersson          | Škoda Fabia S2000 | MON | SWE 21 | MEX | ARG | POR | ITA | POL | FIN | GER    | CHN C | FRA | ESP | GBR | AUS   | NC   | 0      |
| 2018 | Johan Kristoffersson          | Škoda Fabia R5    | MON | SWE 17 | MEX | FRA | ARG | POR | ITA | FIN | GER    | TUR   | GBR | ESP | AUS |       | NC   | 0      |
| 2019 | Volkswagen Dealerteam Bauhaus | VW Polo GTI R5    | MON | SWE 13 | MEX | FRA | ARG | CHL | POR | ITA | FIN 12 | GER   | TUR | GBR | ESP | AUS C | NC   | 0      |
| 2020 | Kristoffersson Motorsport     | VW Polo GTI R5    | MON | SWE 14 | MEX | EST | TUR | ITA | MNZ |     |        |       |     |     |     |       | NC   | 0      |
| 2021 | Kristoffersson Motorsport     | VW Polo GTI R5    | MON | ART 27 | CRO | POR | ITA | SAF | EST | FIN | BEL    | CHL   | ESP | JPN |     |       | NC   | 0      |

- * Temporada en curso.

#### WRC-2
| Año  | Equipo                        | Automóvil      | 1   | 2     | 3   | 4   | 5   | 6   | 7   | 8   | 9     | 10  | 11  | 12  | 13  | 14    | Pos. | Puntos |
| ---- | ----------------------------- | -------------- | --- | ----- | --- | --- | --- | --- | --- | --- | ----- | --- | --- | --- | --- | ----- | ---- | ------ |
| 2019 | Volkswagen Dealerteam Bauhaus | VW Polo GTI R5 | MON | SWE 3 | MEX | FRA | ARG | CHL | POR | ITA | FIN 3 | GER | TUR | GBR | ESP | AUS C | 14.º | 30     |

#### WRC-3
| Año  | Equipo                    | Automóvil      | 1   | 2      | 3   | 4   | 5   | 6   | 7   | 8   | 9   | 10  | 11  | 12  | Pos. | Puntos |
| ---- | ------------------------- | -------------- | --- | ------ | --- | --- | --- | --- | --- | --- | --- | --- | --- | --- | ---- | ------ |
| 2020 | Kristoffersson Motorsport | VW Polo GTI R5 | MON | SWE 3  | MEX | EST | TUR | ITA | MNZ |     |     |     |     |     | 13.º | 15     |
| 2021 | Kristoffersson Motorsport | VW Polo GTI R5 | MON | ART 10 | CRO | POR | ITA | SAF | EST | FIN | BEL | CHL | ESP | JPN | 31.º | 5      |

- * Temporada en curso.

### Campeonato de Europa de Rallycross

#### Supercar
(Clave) (negrita indica pole position) (cursiva indica vuelta rápida)
| Año  | Equipo                     | Automóvil           | 1   | 2   | 3       | 4     | 5     | 6      | 7   | 8   | 9   | Pos. | Puntos |
| ---- | -------------------------- | ------------------- | --- | --- | ------- | ----- | ----- | ------ | --- | --- | --- | ---- | ------ |
| 2013 | Volkswagen Dealer Team KMS | Volkswagen Scirocco | GBR | POR | HUN     | FIN   | NOR   | SWE 10 | FRA | AUT | GER | 28.º | 11     |
| 2014 | Volkswagen Dealer Team KMS | Volkswagen Polo     | GBR | NOR | BEL DSQ | GER 3 | ITA 1 |        |     |     |     | 8.º  | 30     |

### Campeonato Mundial de Rallycross

#### Supercar/RX1
(Clave) (negrita indica pole position) (cursiva indica vuelta rápida)
| Año  | Equipo                     | Automóvil              | 1     | 2     | 3     | 4      | 5      | 6       | 7      | 8      | 9     | 10    | 11    | 12    | 13     | Pos. | Puntos |
| ---- | -------------------------- | ---------------------- | ----- | ----- | ----- | ------ | ------ | ------- | ------ | ------ | ----- | ----- | ----- | ----- | ------ | ---- | ------ |
| 2014 | Volkswagen Dealer Team KMS | Volkswagen Polo        | POR   | GBR   | NOR   | FIN    | SWE 20 | BEL DSQ | CAN    | FRA    | GER 8 | ITA 5 | TUR   | ARG   |        | 15.º | 33     |
| 2015 | Volkswagen Team Sweden     | Volkswagen Polo        | POR 1 | HOC 8 | BEL 7 | GBR 3  | GER 4  | SWE 7   | CAN 11 | NOR 10 | FRA 4 | BAR 2 | TUR 3 | ITA 2 | ARG 13 | 3.º  | 234    |
| 2016 | Volkswagen RX Sweden       | Volkswagen Polo        | POR 6 | HOC 7 | BEL 6 | GBR 12 | NOR 7  | SWE 5   | CAN 3  | FRA 1  | BAR 6 | LAT 5 | GER 6 | ARG 2 |        | 2.º  | 240    |
| 2017 | PSRX Volkswagen Sweden     | Volkswagen Polo GTI    | BAR 6 | POR 3 | HOC 2 | BEL 1  | GBR 2  | NOR 1   | SWE 1  | CAN 1  | FRA 1 | LAT 1 | GER 7 | RSA 1 |        | 1.º  | 316    |
| 2018 | PSRX Volkswagen Sweden     | Volkswagen Polo R      | BAR 1 | POR 1 | BEL 5 | GBR 1  | NOR 1  | SWE 1   | CAN 1  | FRA 1  | LAT 1 | USA 1 | GER 1 | RSA 1 |        | 1.º  | 341    |
| 2020 | Kristoffersson Motorsport  | Volkswagen Polo R      | SWE 1 | SWE 3 | FIN 1 | FIN 4  | LAT 1  | LAT 2   | BAR 2  | BAR 1  |       |       |       |       |        | 1.º  | 219    |
| 2021 | EKS JC Team                | Audi S1 EKS RX Quattro | BAR 3 | SWE 7 | FRA 7 | LAT 5  | LAT 1  | BEL 1   | POR 6  | GER 1  | GER 3 |       |       |       |        | 1.º  | 217    |

- * Temporada en curso.

### Copa Mundial de Turismos
(Clave) (negrita indica pole position) (cursiva indica vuelta rápida)
| Año  | Equipo                           | Auto                        | 1   | 2   | 3   | 4   | 5   | 6   | 7   | 8   | 9   | 10  | 11  | 12  | 13  | 14  | 15  | 16  | 17  | 18  | 19  | 20  | 21  | 22  | 23  | 24  | 25  | 26  | 27  | 28  | 29  | 30  | Pos. | Pts. |
| ---- | -------------------------------- | --------------------------- | --- | --- | --- | --- | --- | --- | --- | --- | --- | --- | --- | --- | --- | --- | --- | --- | --- | --- | --- | --- | --- | --- | --- | --- | --- | --- | --- | --- | --- | --- | ---- | ---- |
| 2019 |                                  |                             | MAR | MAR | MAR | HUN | HUN | HUN | SVK | SVK | SVK | NED | NED | NED | ALE | ALE | ALE | POR | POR | POR | CHN | CHN | CHN | JAP | JAP | JAP | MAC | MAC | MAC | MYS | MYS | MYS | 5°   | 243  |
| 2019 | Sébastien Loeb Racing Volkswagen | Volkswagen Golf GTI TCR SEQ | Ret | 17  | 17  | 8   | Ret | 22  | 20  | 15  | 18  | 4   | 3   | 7   | 10  | 1   | Ret | 7   | 14  | 11  | 8   | 12  | 10  | 5   | 7   | 1   | 11  | 5   | 4   | 8   | 3   | 1   | 5°   | 243  |

### Extreme E
| Año  | Equipo           | Automóvil        | 1       | 2       | 3       | 4       | 5       | 6       | 7       | 8       | 9       | 10      | Pos. | Puntos |
| ---- | ---------------- | ---------------- | ------- | ------- | ------- | ------- | ------- | ------- | ------- | ------- | ------- | ------- | ---- | ------ |
| 2021 | Rosberg X Racing | Spark ODYSSEY 21 | DES Q 3 | DES R 1 | OCE Q 2 | OCE R 1 | ARC Q 3 | ARC R 5 | ISL Q 2 | ISL R 1 | JUR Q 2 | JUR R 4 | 1.º  | 155    |

- * Temporada en curso.

| Predecesor: -               | Campeón de Extreme E junto a Molly Taylor 2021 | Sucesor: Campeón Vigente |
| Predecesor: Timmy Hansen    | Campeón Mundial de Rallycross 2020 - 2021      | Sucesor: Campeón Vigente |
| Predecesor: Mattias Ekström | Campeón Mundial de Rallycross 2017 - 2018      | Sucesor: Timmy Hansen    |